# Élections législatives nauruanes de 2013
Des élections législatives se tiennent à Nauru le 8 juin 2013, la législature débutée en 2010 étant arrivée à son terme.
Le Parlement sortant n'avait plus de majorité claire ; la nouvelle assemblée élit à la présidence de la république la principale figure de l'ancienne Opposition, Baron Waqa, avec une nette majorité.

## Système électoral
Il n'y a pas de partis politiques à Nauru, les députés s'associant néanmoins pour former une majorité et une opposition. Le droit de vote est ouvert à tous les citoyens âgés d'au moins 20 ans. Voter est obligatoire - tout comme en Australie, l'ancienne puissance coloniale. La non-participation est punie en principe par une amende de 6 A$.
Le système électoral, communément appelé « système Dowdall », est un système de vote préférentiel. L'électeur doit indiquer un ordre de préférence pour tous les candidats dans sa circonscription. Son bulletin de vote n'est valide que s'il a assigné un ordre de préférence à chaque candidat. Le candidat qu'il classe premier reçoit une voix pleine ; celui qu'il classe second reçoit une demi-voix (0,5 voix) ; celui qu'il classe troisième reçoit un tiers de voix (0,33 voix), et ainsi de suite. Les circonscriptions étant plurinominales, plusieurs députés sont élus par circonscription.
Pour l'élection de 2013, le nombre de sièges au Parlement dans ce micro-État est porté à dix-neuf, contre dix-huit auparavant. Cette réforme électorale fait suite à l'instabilité générée autour des deux élections en 2010 ; le Parlement était alors scindé en deux camps composés de neuf députés chacun, empêchant la formation d'un gouvernement durable et paralysant la vie politique du pays. La mise en place d'un nombre de sièges impair a ainsi pour objectif d'éviter une égalité entre 'majorité' et 'opposition'. Le siège supplémentaire est attribué à la circonscription de Meneng, qui a désormais trois députés.
Le nouveau Parlement devra élire un Président du Parlement parmi ses membres, puis un Président de la République, également parmi ses membres. Le Président de la République nommera alors des députés aux divers postes de ministres. Le Président de la République, à la fois chef de l'État et du gouvernement, conserve son siège de député ; il en va de même pour ses ministres.

## Contexte
En février 2013, le gouvernement du président Sprent Dabwido est nettement affaibli par les démissions des ministres des Affaires étrangères Kieren Keke et des Finances Roland Kun, ainsi que par le limogeage du ministre du Commerce Marcus Stephen, pour des raisons non spécifiées. Cet éclatement du gouvernement serait dû à un désaccord autour du rétablissement d'un centre de détention australien sur l'île. Dès lors, outre le président lui-même, le gouvernement n'est plus composé que des ministres de la Justice Dominic Tabuna et des Transports Riddell Akua. Le Parlement se trouve « divisé en trois factions ». Le gouvernement n'ayant plus de majorité parlementaire, il est question d'avancer les élections, prévues initialement pour la mi-2013.
Fin février, le Parlement est suspendu par son président Ludwig Scotty, malgré les protestations des députés d'opposition. Début mars, il est formellement dissous en vue d'élections le 6 avril. L'opposition saisit la justice pour faire annuler la dissolution et la tenue d'élections anticipées. Le 15 mars, le président de la Cour suprême, Geoffrey Eames, statue que Scotty n'avait pas autorité pour annoncer une suspension indéfinie du Parlement, dont Eames ordonne la réouverture, annulant l'avancée des élections au 6 avril.
Fin avril, la crise politique se poursuit. Le Parlement ne peut siéger faute de quorum. Les séances parlementaires sont en effet boycottées par les députés du gouvernement, qui considèrent que le Parlement est dissous. Le 23 mai, le Parlement tente une énième fois de siéger, toujours sans quorum, et le président du Parlement, Godfrey Thoma, accepte finalement de dissoudre l'assemblée sur demande du président de la République. Cette dissolution enclenche des élections, qui doivent se tenir autour du 22 juin. Quatre jours plus tard, dans un discours à la nation, le président Sprent Dabwido annonce que l'élection devra avoir lieu plus tôt, le 8 juin, car il est urgent de voter le budget, en raison des délais engendrés par la paralysie du Parlement.
Il y a 68 candidats pour les dix-neuf sièges.

## Campagne électorale
Fin mai, le Président Dabwido décrète l'état d'urgence, indiquant lors d'une allocution à la population que l'état des finances du pays nécessite qu'un nouveau budget soit adopté par le Parlement au plus vite. Bénéficiant ainsi de pouvoirs élargis, il ordonne aux médias du pays de ne pas traiter de politique durant la campagne électorale, et de n'accorder aucune interview de nature politique. Roland Kun, son ministre des Finances qui vient de démissionner, se serait ainsi vu interdire l'accès aux médias, où il souhaitait porter la contradiction au président concernant l'état des finances du pays. Lorsque cette information est rendue publique, Sprent Dabwido précise que les personnalités politiques peuvent intervenir dans les médias, mais uniquement avec son accord préalable, et qu'il se réserve un droit de regard sur le contenu de leur intervention, pour éviter que les candidats ne « fassent leur auto-promotion » et ne dénigrent leurs adversaires. Il précise qu'il interdit « aux hommes politiques d'utiliser les médias pour quelque raison politique que ce soit ». L'organisme régional de défense des libertés, le Pacific Freedom Forum, dénonce cet interdit, rappelant que les citoyens doivent pouvoir s'informer avant de voter.
Baron Waqa, représentant l'un des mouvements d'opposition, critique une proposition du gouvernement qui permettrait aux détenus du camp australien -où sont maintenus, sur l'île, des demandeurs d'asile arrivés en Australie par bateau clandestin- de circuler librement de jour à travers Nauru. (Cette critique est formulée avant les restrictions faites aux médias.)

## Résultats
La plupart des candidats sortants conservent leur siège, mais il y a plusieurs nouveaux députés. Parmi ces derniers, une femme, Charmaine Scotty. Elle n'est que la deuxième femme députée dans l'histoire du pays, après Ruby Thoma dans les années 1980 et 1990,. Le président du Parlement sortant, Godfrey Thoma, est battu. Frederick Pitcher, un temps président de la république durant la législature sortante, est également battu.

### Résultats complets par circonscription
Les résultats sont les suivants :
Yaren
Bulletins : 474. Dont suffrages exprimés : 468.
| Candidat | Candidat         | Voix    | Résultat | Remarques                  |
| -------- | ---------------- | ------- | -------- | -------------------------- |
|          | Charmaine Scotty | 303,067 | élue     | ancienne secrétaire d'État |
|          | Kieren Keke      | 211,167 | réélu    | ancien ministre            |
|          | Dominic Tabuna   | 187,467 | battu    | député depuis 2004         |
|          | John Julius      | 170,333 | battu    |                            |
|          | Omeri Agigo      | 142,667 | battu    |                            |
|          | Brian Amwano     | 131,900 | battu    |                            |

Boe
Bulletins : 484. Dont suffrages exprimés : 474.
| Candidat | Candidat       | Voix    | Résultat | Remarques                                           |
| -------- | -------------- | ------- | -------- | --------------------------------------------------- |
|          | Mathew Batsiua | 279,619 | réélu    | ancien ministre                                     |
|          | Baron Waqa     | 224,467 | réélu    | ancien ministre de l'Éducation ; député depuis 2003 |
|          | Abraham Aremwa | 194,35  | battu    |                                                     |
|          | Bryan Star     | 172,1   | battu    |                                                     |
|          | Lidira Ephraim | 152,167 | battue   |                                                     |
|          | Kinza Clodumar | 138,6   | battu    | ancien président de la république                   |

Ewa/Anetan
Bulletins : 630. Dont suffrages exprimés : 610.
| Candidat | Candidat          | Voix    | Résultat | Remarques                         |
| -------- | ----------------- | ------- | -------- | --------------------------------- |
|          | Cyril Buraman     | 321,819 | élu      | ancien député                     |
|          | Marcus Stephen    | 299,493 | réélu    | ancien président de la république |
|          | Landon Deireragea | 264,029 | battu    | député depuis 2008                |
|          | Aloysius Namaduk  | 185,562 | battu    |                                   |
|          | Begg Adire        | 177,245 | battu    |                                   |
|          | Haseldon Buraman  | 168,4   | battu    |                                   |
|          | Paul Ika          | 164,095 | battu    |                                   |

Aiwo
Bulletins : 699. Dont suffrages exprimés : 682.
| Candidat | Candidat       | Voix    | Résultat | Remarques                                                              |
| -------- | -------------- | ------- | -------- | ---------------------------------------------------------------------- |
|          | Milton Dube    | 310,45  | réélu    | député depuis 2010                                                     |
|          | Aaron Cook     | 251,017 | élu      | Président de la Fédération d'Haltérophilie de Nauru (depuis mars 2009) |
|          | Dantes Tsitsi  | 228,433 | battu    | ancien député                                                          |
|          | Godfrey Thoma  | 205,8   | battu    | président du parlement sortant ; ancien ministre                       |
|          | Pamela Scriven | 170,95  | battue   |                                                                        |
|          | Lance Agir     | 136,567 | battu    |                                                                        |
|          | Preston Thoma  | 134,633 | battu    |                                                                        |
|          | Tazio Gideon   | 119,383 | battu    |                                                                        |

Buada
Bulletins : 525. Dont suffrages exprimés : 512.
| Candidat | Candidat         | Voix    | Résultat | Remarques                                             |
| -------- | ---------------- | ------- | -------- | ----------------------------------------------------- |
|          | Roland Kun       | 235,308 | réélu    | ancien ministre                                       |
|          | Shadlog Bernicke | 233,032 | réélu    | ministre de l'Éducation sortant ; député depuis 2007  |
|          | Bingham Agir     | 203,975 | battu    |                                                       |
|          | Sean Halstead    | 154,451 | battu    |                                                       |
|          | Vinson Detenamo  | 153,155 | battu    | Président du Comité olympique de Nauru de 1991 à 2009 |
|          | Arrow Depaune    | 140,592 | battu    |                                                       |
|          | Ace Capelle      | 139,042 | battu    |                                                       |
|          | Ishmael Fritz    | 131,968 |          |                                                       |

Anabar/Ijuw/Anibare
Bulletins : 510. Dont suffrages exprimés : 495.
| Candidat | Candidat      | Voix | Résultat | Remarques                                                                      |
| -------- | ------------- | ---- | -------- | ------------------------------------------------------------------------------ |
|          | Ludwig Scotty | 255  | réélu    | ancien Président de la République                                              |
|          | Riddell Akua  | 242  | réélu    | ministre des Transports et des Télécommunications sortant ; député depuis 2003 |
|          | Tyrone Deiye  | 208  | battu    |                                                                                |
|          | Jaden Adun    | 204  | battu    |                                                                                |
|          | Melissa Ika   | 165  | battue   | proviseure du Nauru College (enseignement secondaire)                          |
|          | Paul Doguape  | 136  | battu    |                                                                                |

Meneng
Cette circonscription élit désormais trois députés.

Bulletins : 941. Dont suffrages exprimés : 904.
| Candidat | Candidat          | Voix    | Résultat | Remarques                                                             |
| -------- | ----------------- | ------- | -------- | --------------------------------------------------------------------- |
|          | Sprent Dabwido    | 374,758 | réélu    | président de la république sortant                                    |
|          | Lyn-Wannan Kam    | 356,112 | élu      |                                                                       |
|          | Squire Jeremiah   | 303,37  | élu      |                                                                       |
|          | Lionel Aingimea   | 272,512 | battu    |                                                                       |
|          | Rykers Solomon    | 253,298 | battu    | député depuis 2007                                                    |
|          | Elvin Brechtefeld | 237,266 | battu    |                                                                       |
|          | Doneke Kepae      | 228,71  | battu    |                                                                       |
|          | Clint Deidenang   | 191,806 | battu    |                                                                       |
|          | Sambruce Akibwib  | 188,619 | battu    |                                                                       |
|          | Jerielyn Teleni   | 186,341 | battue   | secrétaire générale de la Commission nationale nauruane pour l'UNESCO |
|          | Nemo Agadio       | 185,627 | battu    |                                                                       |
|          | John Agadio       | 172,25  | battu    |                                                                       |
|          | Nickos Simon      | 166,315 | battu    |                                                                       |

Ubenide
Bulletins : 1 265. Dont suffrages exprimés : 1 204.
| Candidat | Candidat          | Voix    | Résultat | Remarques                                                              |
| -------- | ----------------- | ------- | -------- | ---------------------------------------------------------------------- |
|          | David Adeang      | 427,680 | réélu    | ancien ministre                                                        |
|          | Valdon Dowiyogo   | 388,999 | réélu    | député depuis 2004                                                     |
|          | Russ Kun          | 373,357 | élu      |                                                                        |
|          | Ranin Akua        | 357,949 | élu      |                                                                        |
|          | Aloysius Amwano   | 309,684 | battu    | ministre de la Santé sortant ; député de 1998 à 2001, et depuis 2008   |
|          | Julian Itsimaera  | 309,271 | battu    |                                                                        |
|          | Frederick Pitcher | 282,819 | battu    | ancien président de la république                                      |
|          | Samuel Adumur     | 267,771 | battu    |                                                                        |
|          | George Gioura     | 252,633 | battu    |                                                                        |
|          | Vyko Adeang       | 207,965 | battu    |                                                                        |
|          | Renos Agege       | 194,381 | battu    |                                                                        |
|          | Arde Bam          | 189,442 | battu    |                                                                        |
|          | David Dowiyogo    | 180,847 | battu    | président de la Fédération nauruane de Football australien depuis 1999 |
|          | Darnard Dongobir  | 172,084 | battu    |                                                                        |

### Élection du président de la République
Les députés se réunissent le 11 juin et élisent Ludwig Scotty à la présidence du Parlement. Ils doivent ensuite élire parmi eux le président de la République, qui continuera à siéger comme député. Bien qu'ayant conservé son siège au Parlement, Sprent Dabwido ne sollicite pas un nouveau mandat. Les candidats sont Roland Kun, ancien ministre des Finances, et Baron Waqa, principale figure de l'opposition sortante. Baron Waqa est élu président de la République par treize voix contre cinq,.
| Parti | Parti                                                       | Candidat   | Voix | +/- |
| ----- | ----------------------------------------------------------- | ---------- | ---- | --- |
|       | Aucun ; députés indépendants formant la nouvelle majorité   | Baron Waqa | 13   | +5  |
|       | Aucun ; députés indépendants formant la nouvelle opposition | Roland Kun | 5    | -   |
|       |                                                             |            |      |     |
| Total | Total                                                       | Total      | 18   | -   |